# انتخابات ریاست جمهوری کلمبیا ۲۰۲۲
انتخابات ریاست جمهوری کلمبیا ۲۰۲۲ (انگلیسی: 2022 Colombian presidential election) در دو دور در ۲۹ ماه مه و ۱۹ ژوئن برگزار گردید و در نهایت رئیس جمهور مستقر، گوستاوو پترو، توانست رقیبش رودولفو هرناندز سوارز را شکست دهد و مجددا به ریاست جمهوری انتخاب شود. 